# Bias fils de Lélex
Pour les articles homonymes, voir Bias.
Dans la mythologie grecque, Bias est un des fils du roi de Mégare Lélex.
Il est tué par son neveu Pylas, fils de son frère Cléson. En raison de ce meurtre, Pylas s’exile lui-même de Mégare en laissant le trône à son gendre Pandion.

### Sources antiques
- Pseudo-Apollodore, Bibliothèque [détail des éditions] [lire en ligne] (III, 15, 5).

### Études modernes
- (de)  August Schultz, « Bias 3 », dans Ausführliches Lexikon der griechischen und römischen Mythologie, Leipzig, 1884-1890, vol. 1-1, col. 786.Lire en ligne.
- (de) Erich Bethe, « Bias 4 », dans Paulys Realencyclopädie der classischen Altertumswissenschaft, Stuttgart, 1897, vol. 3-1, col. 383.